# 奧氏溪麗鯛
奧氏溪麗鯛，為輻鰭魚綱鱸形目隆頭魚亞目慈鯛科的其中一種，分布於非洲維多利亞湖、愛德華湖、喬治湖、Kyoga湖、Nabugabo湖、Kachira湖等流域，體長可達19公分，棲息在中底層水域，屬雜食性，生活習性不明，可作為觀賞魚。

## 擴展閱讀
維基物種上的相關：奧氏溪麗鯛